# Souimanga de Sumba
Cinnyris buettikoferi
Espèce
Statut de conservation UICN

 LC  : Préoccupation mineure
Le Souimanga de Sumba (Cinnyris buettikoferi) est une espèce de passereaux de la famille des Nectariniidae.

## Répartition
Cet oiseau est endémique de Sumba en Indonésie.

## Habitat
Il habite les forêts humides tropicales et subtropicales.